# Chilaquiles
Les chilaquiles est un plat typique mexicain à base de tortillas et de sauce verte ou rouge. On peut l'accompagner de crème fraiche, de fromage frais (type panela), de poulet et d'oignons. Les chilaquiles sont un déjeuner.